# Nombre de Dudeney
Un nombre de Dudeney est un entier naturel non nul égal au cube de la somme de ses chiffres en base 10. Le nom provient de Henry Dudeney, qui remarqua leur existence dans une de ses énigmes, dans laquelle un professeur en retraite postulait obtenir une méthode générale d'extraction des racines.
Il y a exactement six nombres de Dudeney (suite A061209 de l'OEIS) :
```
     1 =  1
3
   ;   1 = 1
   512 =  8
3
   ;   8 = 5 + 1 + 2
 
4 913
 = 17
3
   ;  17 = 4 + 9 + 1 + 3
 
5 832
 = 18
3
   ;  18 = 5 + 8 + 3 + 2

17 576
 = 26
3
   ;  26 = 1 + 7 + 5 + 7 + 6

19 683
 = 27
3
   ;  27 = 1 + 9 + 6 + 8 + 3
```

## Généralisation à un exposant quelconque
Un nombre généralisé de Dudeney est un entier naturel non nul égal à la puissance n-ième de la somme de ses chiffres.
Pour {\displaystyle n=2}, le seul nombre est {\displaystyle 81=(8+1)^{2}}.
Pour {\displaystyle n=4}, il y a cinq nombres : {\displaystyle 2401,234\,256,390\,625,614\,656,1\,679\,616}.
Les plus grands entiers égaux à la puissance n-ième de leurs chiffres pour n donné sont donnés par la suite A061211 de l'OEIS.

## Variante
Les entiers naturels non nuls égaux à la somme des cubes de leurs chiffres sont {\displaystyle 1,153=1+125+27,370,371,407} ;  voir la suite A046197 de l'OEIS.
Les nombres égaux à la somme des puissances n-ième de leurs chiffres sont les nombres d'Armstrong de quatrième espèce.

## Note et référence
1. ↑  Si {\displaystyle A=a^{3}} est un nombre de Dudeney, et n est le nombre de chiffres de a, A a au plus 3n chiffres, et donc  {\displaystyle 10^{n-1}\leq a\leq 27n}, d´où  {\displaystyle n\leq 2} et  {\displaystyle a\leq 54} ; Dudeney conclut par une recherche exhaustive.
2. 1 2  Daniel Lignon, Dictionnaire de (presque) tous les nombres entiers, Ellipses, 2012, p. 429, 438